# Glück (Familienname)
Glück oder Glueck ist ein deutscher Personenname.

## Namensträger

### A – G
- Alois Glück (1940–2024), deutscher Politiker, ehemaliger Landtagspräsident von Bayern (CSU)
- Andreas Glück (* 1975), deutscher Politiker (FDP)
- Anselm Glück (* 1950), österreichischer Schriftsteller, Maler und Grafiker
- August Glück (1852–1914), deutscher Musiklehrer, Pianist, Organist und Komponist
- Barbara Glück (1814–1894), österreichische Lyrikerin und Journalistin, siehe Betty Paoli
- Barbara Glück (* 1978), österreichische Historikerin und Leiterin der KZ-Gedenkstätte Mauthausen
- Benjamin Glück (* 1986), deutscher Fußballtrainer
- Christian Glück (Pädagoge) (* 1964), deutscher Sprachheilpädagoge
- Christian Carl von Glück (1791–1867), deutscher Richter, Politiker, Dichter und Kunstsammler
- Christian Friedrich von Glück (1755–1831), deutscher Jurist
- Christian Gottlob Glück (1812–1887), deutscher Theologe
- Christian Wilhelm von Glück (1810–1866), deutscher Bibliothekar und Historiker
- Doris Glück (* 1956), deutsche Autorin
- Eleanor Glueck (1898–1972), US-amerikanische Kriminologin, siehe Sheldon Glueck
- Elisabeth Koller-Glück (1923–2019), österreichische Journalistin, Grafikerin und Kunsthistorikerin
- Ernst Glück (1654–1705), deutscher Theologe und Bibelübersetzer
- Ferdinand Glück (1901–1987), italienischer Skilangläufer, Skispringer, Bergsteiger und Bergführer
- Franz Glück (1899–1981), österreichischer Kunsthistoriker
- Friedrich Glück (1793–1840), deutscher Pfarrer und Komponist
- Friedrich Gottfried Glück (Friedrich Gottfried Gluck; 1662–1707), deutscher Arzt
- Gebhard Glück (1930–2009), deutscher Pädagoge und Politiker (CSU)
- George Glueck (* 1950),  A&R, Musikproduzent, Manager, Verleger, Geschäftsführer Plattenlabel
- Gerhard Glück (Erziehungswissenschaftler) (1941–2015), deutscher Erziehungswissenschaftler
- Gerhard Glück (Cartoonist) (* 1944), deutscher Cartoonist
- Grace Glueck (1926–2022), US-amerikanische Journalistin und Autorin
- Gustav Glück (1871–1952), österreichischer Kunsthistoriker
- Gustav Glück (1902–1973), österreichischer Bankier und Kunstförderer

### H – Z
- Hans Glück (SA-Mitglied) (1898–1957), deutscher SA-Funktionär, zuletzt im Rang eines SA-Brigadeführers
- Hans-Gerd Glück (1934–2020), deutscher Politiker (PDS, DSU), MdV, MdL
- Harry Glück (Architekt) (1925–2016), österreichischer Architekt
- Harry Glück (Sänger) (* 1941), deutscher Schlagersänger
- Heinrich Glück (1889–1930), österreichischer Kunsthistoriker
- Heinz Glück (1924–2013), deutscher Politiker
- Helmut Glück (* 1949), deutscher Sprachwissenschaftler
- Horst Glück (1940–2004), deutscher Politiker (FDP)
- Isi Glück (* 1991), deutsche Schönheitskönigin
- Jacques Glück (1853–1916), österreichischer Schauspieler, Theaterdirektor in Berlin und Düsseldorf
- Johann Glück (Buchdrucker) (1584–1624), deutscher Buchdrucker
- Johann Glück (1898–1957), deutscher SA-Funktionär, zuletzt im Rang eines SA-Brigadeführers, siehe Hans Glück (SA-Mitglied)
- Judith Glück (* 1969), österreichische Psychologin und Weisheitsforscherin
- Karl Glück (Pseudonym Karl Glück vom Berge; 1867–?), deutscher Lehrer und Schriftsteller
- Karsten Glück (* 1972), deutscher Musiker, siehe Karsten Stiers
- Kilian Glück (* 1984), deutscher Eishockeyspieler
- Louise Glück (1943–2023), US-amerikanische Lyrikerin, Essayistin und Literatur-Nobelpreisträgerin
- Markus Glück (* 1990), österreichischer Bobfahrer
- Michael Glück (* 2003), österreichischer Fußballspieler
- Nelson Glueck (1900–1971), US-amerikanischer Rabbiner und Archäologe
- Oskar Glück (1887–1966), österreichischer Filmproduzent und Filmverleiher
- Otto Glück (1918–2003), österreichischer Mediziner und Politiker (ÖVP)
- Paul Glück (* 1941), deutsch-polnischer Fußballspieler und -trainer
- Richard Glück (* 1992), slowakischer Politiker
- Rudi Glück (1905–1981), deutscher Kaufmann und Politiker (LDPD), MdV
- Sheldon Glueck (1896–1980), US-amerikanischer Kriminologe
- Theodor Glück (auch Theo Glück; 1910–2012), deutscher Mennonit und Autor
- Ursula Glück-Tesler (1963–1997), Mordopfer, siehe Mordfall Ursula Glück-Tesler
- Wolfgang Glück (1929–2023), österreichischer Regisseur und Drehbuchautor